# Germain Boffrand
Germain Boffrand, född 16 maj 1667 i Nantes, död 19 mars 1754 i Paris, var en fransk arkitekt och konstskriftställare.
Boffrand var en av 1700-talets främsta byggnadskonstnärer, och hans arbeten präglas av mjuka linjer och elegant sirlighet i en förebådande rokokostil, men mer klassiska former i den yttre arkitekturen. I Paris byggde Boffrand flera enskilda palats, och i Nancy utförde han ypperliga arbeten vid katedralen och slottet, likaså vid slottet i Lunéville. Berömd är hans rumsdekoration i Hôtel de Soubise, beläget i 3:e arrondissementet i Paris, med utpräglad rokokohållning. I synnerhet Prinsessans salong, ritad åt Marie Sophie de Courcillon, uppvisar en lätthet och ett ljus som är karakteristiskt för rokokon.
Som skriftställare framträdde Boffrand med Livre d'architecture (1745) och Oeuvres (1753).